# Góra Lotnika
Góra Lotnika (zwana także Lotnik, Góra Dzwonów) – piaszczysty wał morenowy na Równinie Goleniowskiej, ok. 5 km na południe od miasta Goleniowa (osady leśnej Krzewno) i ok. 5 km na północ od osady Łęsko.

Wzniesienie jest zbudowane z piasków i żwirów, zostało umodelowane przez lodowiec. Jest to wał równoleżnikowy, którego najwyższy punkt leży 30,4 m n.p.m. (najwyższe wzniesienie południowej części Równiny Goleniowskiej). Wzgórze jest porośnięte lasami sosnowymi i mieszanymi Puszczy Goleniowskiej. 

Góra Lotnika-panorama

Od strony południowej i zachodniej otoczone lasami, od północnej i wschodniej podmokłymi łąkami i torfowiskami doliny rzeki Iny (koryto ok. 0,5 km na wschód od wzgórza). 

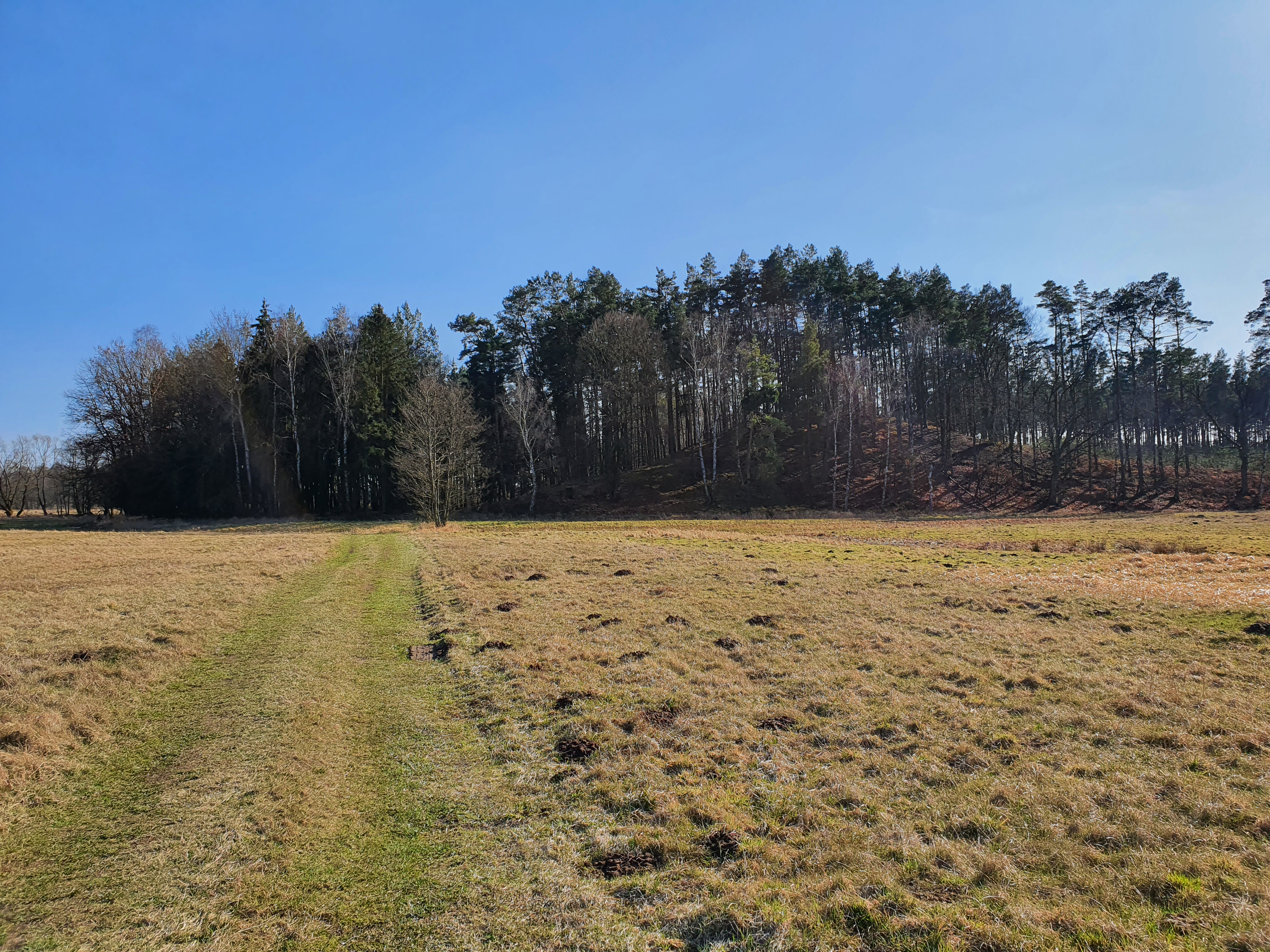
Góra Lotnika-widok ze Szlaku Borów Goleniowskich

Z Górą Dzwonów związana jest legenda o dzwonach z kościoła św. Katarzyny, zakopanych w ziemi przed najazdem szwedzkim w czasie wojny trzydziestoletniej. Na szczycie wzgórza znajduje się kamień, upamiętniający tragiczne wydarzenie sprzed II wojny światowej, kiedy to niemiecki myśliwy omyłkowo zastrzelił podczas polowania swojego syna.

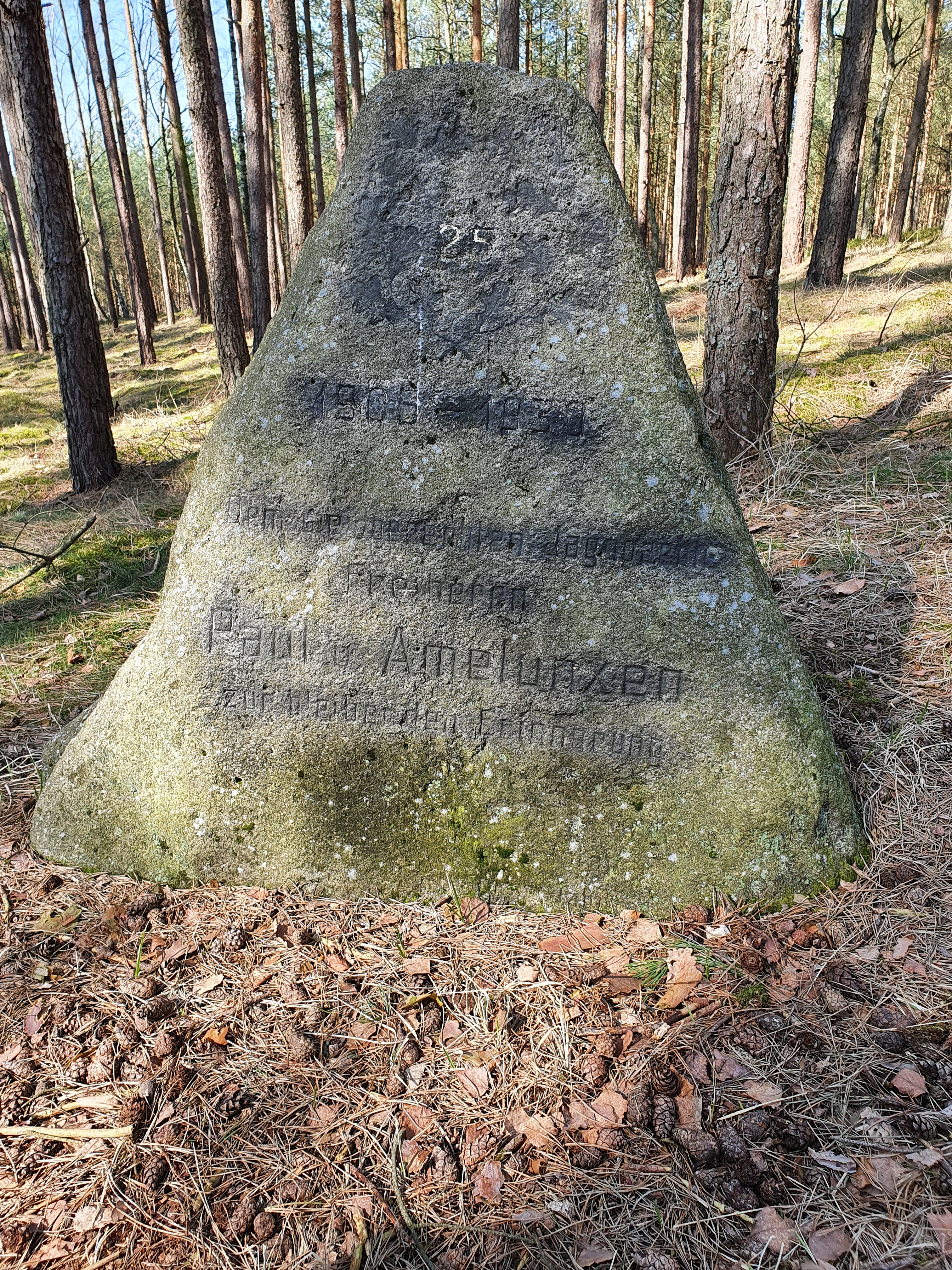
Kamień pamiątkowy na Górze Lotnika

Okolice wzgórza to popularne tereny wycieczek pieszych i rowerowych z Goleniowa, jak również tereny atrakcyjne dla grzybiarzy i innych amatorów runa leśnego. Na wschód od głównego szczytu biegnie zielony Szlak Borów Goleniowskich, łączący Goleniów z Kliniskami.